# 西班牙奇蹟

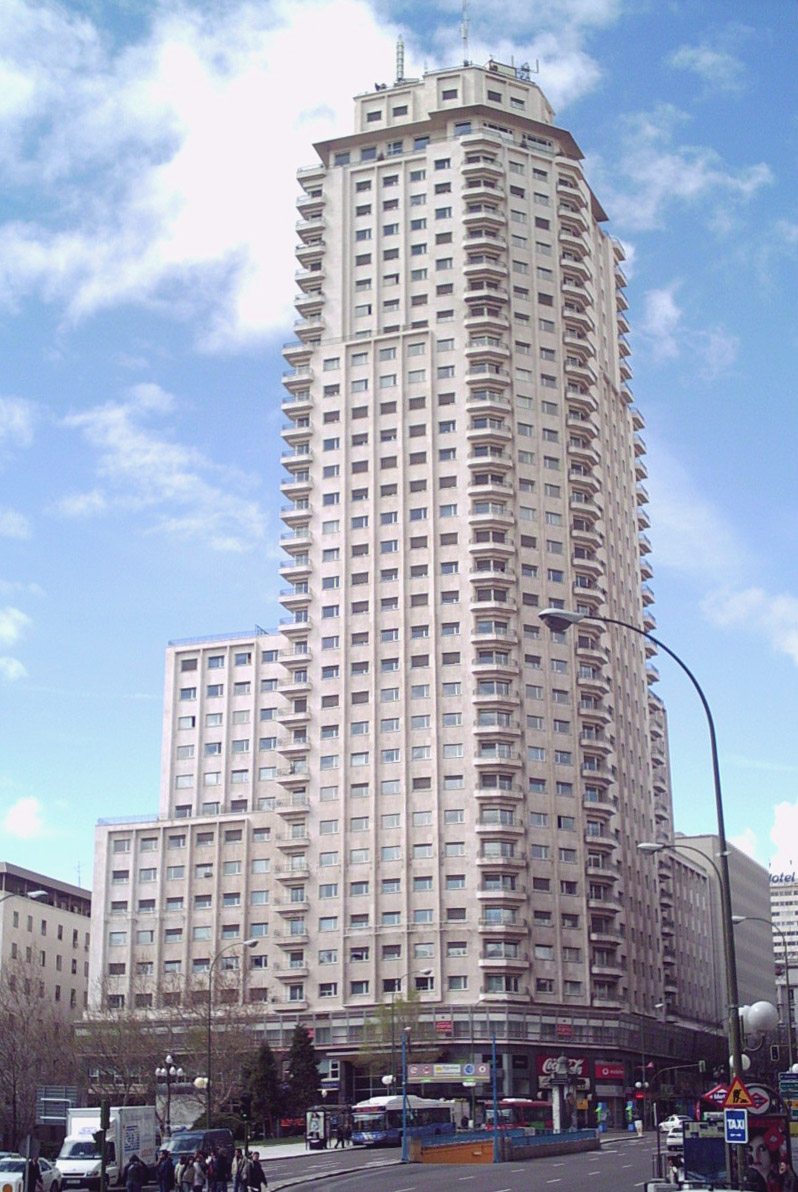
建于1957年、高142米的马德里塔标志着西班牙奇迹

西班牙奇迹（西班牙語：El Milagro español）是1959年到1974年间西班牙广泛的经济繁荣的代名词。上世纪70年代的国际石油危机和滞胀危机结束了这次繁荣，尽管一些学者认为，多年来疯狂追求经济发展所积累的负债实际上就是70年代末经济增长缓慢的原因。

## 历史

### 繁荣的开端
“经济奇迹”是由所谓的技术官僚推动的改革发起的，他们在佛朗哥的批准下，将西班牙制定的政策付诸实施。这些技术官僚，其中许多是天主事工会的成员，是取代旧的长枪党卫队的新一代政客。这些政策的实施采取了发展计划（西班牙語：Planes de desarrollo）的形式，在很大程度上是成功的:西班牙享有世界第二高的增长率，仅次于日本，并成为世界第九大经济体，次于加拿大。西班牙加入了工业化世界，把自拿破仑战争、19世纪20年代的拉丁美洲独立战争以及19世纪因争夺王位而引发的内战以来经历的贫困和地方性的功能性欠发达变成了历史。

### 工业化

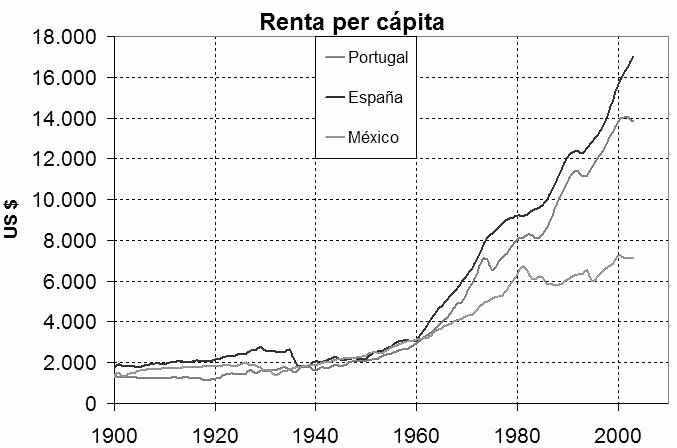
20世纪西班牙、葡萄牙和墨西哥的人均名义GDP

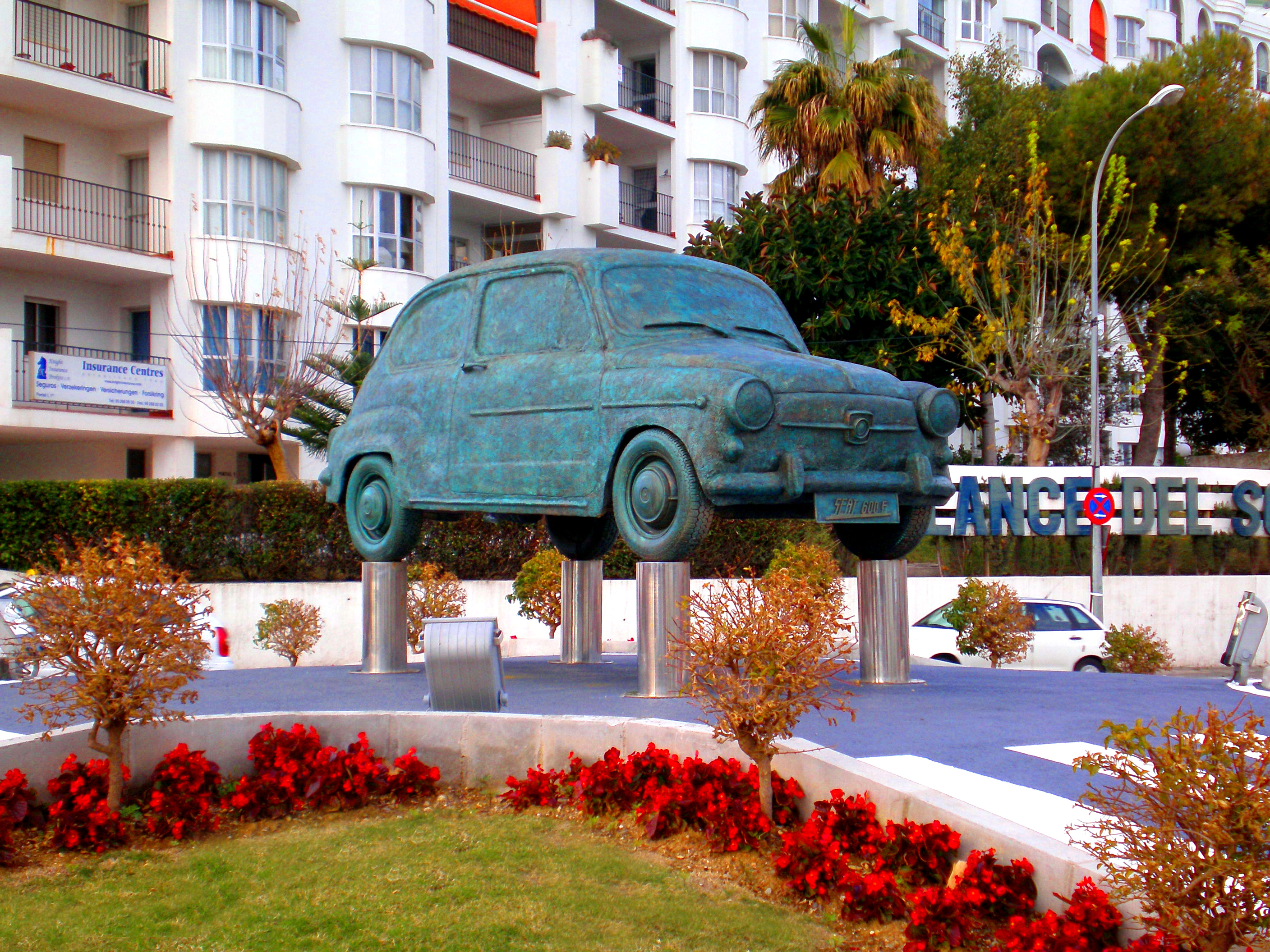
一座位于西班牙富恩吉罗拉的纪念碑，为西亚特600，这是象征着西班牙奇迹的汽车

快速的经济扩张重新振兴了老工业区:巴斯克地区和费罗尔北部海岸(钢铁、造船)，以及巴塞罗那内外(机械、纺织、汽车和石化)。它还推动了炼油、石化、化工和工程领域的巨大扩张。为了帮助实现快速发展，政府通过一些关键的国有企业进行了大量投资，比如国家工业综合企业国立工业研究所、巴塞罗那的大众市场汽车公司西亚特、阿维莱斯的恩赛德萨大型钢铁厂和巴赞的造船公司巴赞国家公司。由于在西班牙国内市场上对外国竞争进行了严格的保护，这些公司引领了该国的工业化进程，恢复了巴塞罗那和毕尔巴鄂等工业区的繁荣，并创建了新的工业区，尤其是在马德里周围。虽然在这一期间有经济自由化，但主要企业仍在国家控制之下。

### 汽车工业
汽车工业是西班牙奇迹中最强大的增长引擎之一:从1958年到1972年，它以每年21.7%的复合增长率增长，1946年西班牙有72000辆私家车，到1966年超过100万辆。这个增长率在世界上是独一无二的。发展的标志是西班牙国有公司西亚特生产的西亚特600轿车。在1957年到1973年间生产了79.4万辆，如果说在这一时期的开始，它是许多西班牙工人阶级家庭的第一辆车，那么在这一时期的结束，它就是更多家庭的第二辆车。